# Хорошковский сельский совет (Лубенский район)
Хорошковский сельский совет (укр. Хорошківська сільська рада) — входит в состав
Лубенского района
Полтавской области
Украины.
Административный центр сельского совета находится в 
с. Хорошки.

## Населённые пункты совета
- с. Хорошки
- с. Ломаки
- с. Снитино
- с. Чернече

## Ликвидированные населённые пункты совета
- с. Давыдынки